# 엉덩 부위

엉덩 부위(영어: hip; 라틴어: coxa, 복수형: coxae)는 해부학 용어로, 위쪽으로는 엉덩뼈 능선으로부터 아래쪽으로는 넙다리뼈의 큰 돌기 사이에 양옆으로 돌출한 부분을 가리키는 말로 뒷부분은 포함하지 않는다. 위아래로는 비슷한 범위를 가리키지만 뒷부분을 의미하는 볼기(엉덩이+궁둥이)와는 다르다. 이에 해당하는 한국어는 없으며 대한해부학회 내부에서는 엉덩관절부위로 하자는 의견과 엉덩부위로 하자는 의견이 나왔으나 결국 더 짧은 쪽인 엉덩부위가 선택되었다.
볼기(buttocks)와 엉덩 부위(hip region)가 합쳐진 영역을 볼기 부위(gluteal region)로 부른다.

척추동물 해부학에서 엉덩이(hip, 엉덩 관절, 고관절) 또는 의학 용어로 엉덩 관절(coxa, 복수형: coxae. 고관절, 엉덩이, 관골부)은 골반의 바깥쪽(측면)에 있는 해부학적 영역 또는 관절을 말한다.
엉덩 부위(hip region)는 볼기 부위(gluteal region)의 측면과 앞쪽, 엉덩뼈 능선의 아래쪽, 폐쇄구멍 측면에 위치하며 힘줄과 연조직이 넙다리뼈의 큰돌기 위에 있다. 성인의 경우, 세 개의 골반뼈(장골, 좌골, 치골)가 하나의 볼기뼈로 융합되어 고관절 영역의 상내측/심부 벽을 형성한다.
과학적으로 절구넙다리 관절(acetabulofemoral joint; art. coxae)이라고 하는 엉덩 관절(hip joint, 고관절)은 골반 볼기뼈 절구와 넙다리뼈 머리 사이의 절구관절이다. 주요 기능은 정적(예: 서있기)과 동적(예: 걷기 또는 달리기) 자세에서 몸통의 무게를 지지(weight-bearing)하는 것이다. 고관절은 균형을 유지하고 골반 기울기(pelvic inclination angle, 골반 경사각)을 유지하는 데 매우 중요한 역할을 한다.
엉덩부위 통증(hip pain)은 신경, 골관절염, 감염, 외상 및 유전을 포함한 여러 가지 원인으로 인해 발생할 수 있다.

## 구조

### 관절
엉덩 관절(hip joint, 고관절)
엉덩넙다리 관절, 고대퇴관절, 엉덩넓적다리 관절, coxofemoral joint

### 넙다리뼈 목 각도
넙다리뼈 목 각도(femoral neck angle)
넙다리뼈 목(femoral neck, 대퇴골경)

### 엉덩관절의 주머니
엉덩관절의 주머니(capsule of hip joint, 고관절의 피막)

## 같이 보기
- 볼기
- 골반

- 볼기뼈

- 엉덩뼈
- 궁둥뼈
- 두덩뼈

- 엉치뼈
- 꼬리뼈

- 팔꿉
- KMLE (의학검색엔진)
- 인체 해부학적 영역 목록
- 어깨 관절